# Diplozoon paradoxum
Diplozoon paradoxum e un platelmint din clasa Monogenea găsit în peștii de apă dulce din Asia și Europa și cunoscut pentru completa sa monogamie. Acest parazit se găsește de regulă pe branhiile ciprinidelor europene. Măsoară de obicei aproximativ 0,7 cm (cam cât o unghie) și prezintă simetrie bilaterală. Are câteva cârlige la gură, cu care se agață de branhiile unui pește, cu al cărui sânge se hrănește în continuare.
Specia expune variație sezonieră accentuată în activitatea sa reproductivă. Spre deosebire de majoritatea paraziților, care produc gameți tot anul, Diplozoon paradoxum produce gameți mai ales în timpul primăverii, cu producția cea mai ridicată din mai până în iunie, și continuă în restul verii. Ouăle sunt depuse în branhiile unui pește de apă dulce. Acolo iese din ou larva numită oncomiracidiu sau diporpă. Ea rămâne în acest stadiu, dacă nu găsește o altă larvă; atunci ele se apropie, trec prin metamorfoză și se alipesc.

## Ciclu de viață
Ciclul de viață al lui D. paradoxum este unic. O larvă diporpă poate trăi câteva luni, însă nu se poate dezvolta mai departe dacă nu întâlnește o alta; dacă acest lucru nu se întâmplă, diporpa moare. Atunci când două diporpe se întâlnesc, își atașează ventuzele de papilele dorsale ale celeilalte. Astfel începe una din cele mai intime asocieri între doi indivizi din întreg regnul animal. Cei doi viermi sudează complet, fără vreo urmă de separare. Atunci începe maturizarea. Apar gonadele, iar calea genitală masculină a unui individ se deschide în apropiere de calea genitală feminină a celuilalt, făcând posibilă interfertilizarea. Două perechi suplimentare de cleme se dezvoltă în opisthaptorul fiecăruia. Se pare că adulții   pot trăi în această stare câțiva ani.